# Half-Life
Half-Life ist eine Serie von Ego-Shootern von Valve. Half-Life, der erste Teil der Serie, war das erste Produkt des US-amerikanischen Unternehmens und erschien 1998 für Windows bei Sierra Studios. Es folgten die Erweiterungen Opposing Force (1999), Blue Shift (2001) und Decay (2001). Auf Half-Life bauen diverse Mods auf, die mitunter später als eigenständige Spiele vermarktet wurden, wie Counter-Strike und Day of Defeat. Ein Nachfolger erschien 2004 mit Half-Life 2 und war das erste Spiel, das auf der Spiel-Engine Source aufbaute. Der zweite Serieneintrag erhielt das separat veröffentlichte Zusatzlevel Lost Coast (2005) sowie die zwei Fortsetzungen Episode One (2006) und Episode Two (2007). Mit Half-Life: Alyx erschien 2020 der neueste Teil der Reihe, ein Virtual-Reality-Spiel.
In der Half-Life-Serie übernimmt der Spieler die Rollen von Wissenschaftler Gordon Freeman und Widerstandskämpferin Alyx Vance. Freeman kämpft gegen die außerirdischen Combine und versucht, die Menschheit zu retten, während er die Geheimnisse der Black-Mesa-Forschungseinrichtung und des G-Man aufdeckt. In Half-Life: Alyx spielt man Alyx Vance, die eine gefährliche Mission in City 17 unternimmt, um eine geheimnisvolle Superwaffe zu finden und die Hintergründe der Combine-Invasion zu erkunden.
Die Computerspielreihe gilt als wegweisend und revolutionär in der Videospielgeschichte, insbesondere durch ihre innovative Handlungserzählung und immersive Spielerfahrung. Die Spiele wurden von Kritikern und Spielern gleichermaßen hoch gelobt und erhielten zahlreiche Auszeichnungen für eine packende Story, beeindruckende Grafik, intelligente Rätsel und fesselnde Spielmechanik. Bis heute wird die Half-Life-Serie als Meilenstein im Ego-Shooter-Genre angesehen und genießt eine treue Fangemeinde, die auf neue Fortsetzungen und Erweiterungen hofft.

## Spiele

### Half-Life
Das von Valve entwickelte Half-Life erschien am 19. November 1998 in Nordamerika und am 27. November desselben Jahres auf dem europäischen Markt bei Verleger Sierra Studios. 2001 wurde eine Portierung des Windows-Spiels für PlayStation 2 veröffentlicht und 2013 erschienen Versionen für macOS und Linux. In Half-Life übernimmt der Spieler die Rolle von Gordon Freeman, einem Wissenschaftler, der während eines missglückten Experimentes in der geheimen Forschungsanlage Black Mesa eine Dimension voller außerirdischer Kreaturen öffnet. Um zu überleben, muss er sich durch die nun feindliche Umgebung kämpfen, Rätsel lösen und gegen die außerirdischen Bedrohungen sowie die militärische Eingreiftruppe kämpfen, während er nach einem Weg zur Flucht sucht. Auf seiner Reise enthüllt Freeman dunkle Geheimnisse der Forschungsanlage und wird zur Schlüsselfigur im Widerstand gegen die außerirdischen Invasoren.

#### Opposing Force
Am 1. November 1999 erschien die von Gearbox Software entwickelte Erweiterung Opposing Force. Darin übernimmt der Spieler die Rolle von Adrian Shephard, einem Soldaten der „Hazardous Environment Combat Unit“ (HECU), der in die Black-Mesa-Forschungsanlage geschickt wird, um die Alien-Invasion einzudämmen. Während er versucht zu überleben und die Situation unter Kontrolle zu bringen, stößt er auf neue Feinde und deckt weitere Geheimnisse der Anlage auf.

#### Blue Shift
Am 12. Juni 2001 erschien die zweite von Gearbox entwickelte Erweiterung Blue Shift. Darin schlüpft der Spieler in die Rolle von Barney Calhoun, einem Sicherheitsbeamten von Black Mesa. Während des Ausbruchs der außerirdischen Kreaturen und dem Zusammenbruch der Anlage kämpft Barney um sein Überleben, trifft auf bekannte Charaktere wie Gordon Freeman und versucht, einen Weg zur Flucht zu finden.

#### Decay
Das dritte und letzte Addon für Half-Life erschien am 14. November 2001 ausschließlich für PlayStation 2 und erweiterte das Grundspiel um einen kooperativen Spielmodus. Decay wurde ebenfalls von Gearbox entwickelt und Sierra verlegt. Eine inoffizielle Windows-Portierung wurde 2008 veröffentlicht. In Half-Life: Decay übernehmen zwei Spieler die Rollen der Black-Mesa-Forscherinnen Gina Cross und Colette Green. Gemeinsam müssen sie sich durch die Ereignisse von Half-Life kämpfen, Rätsel lösen und gegen außerirdische Bedrohungen kämpfen, um die Katastrophe einzudämmen und wichtige Informationen für die Widerstandsbemühungen zu sichern.

### Half-Life 2
Half-Life 2 erschien am 16. November 2004 für Windows. Es folgten Umsetzungen für Xbox, Xbox 360, PlayStation 3, macOS, Linux und Nvidia Shield (Android). Im zweiten Teil der Hauptreihe übernimmt der Spieler erneut die Rolle von Gordon Freeman, der nach 20 Jahren im Stasis erwacht und sich in einer dystopischen Zukunft wiederfindet, die von der furchteinflößenden Combine-Macht kontrolliert wird. Im Kampf gegen die Unterdrückung schließt er sich dem Widerstand an, trifft alte Verbündete und neue Charaktere, während er durch City 17 und andere gefährliche Umgebungen navigiert, um die Welt von der Herrschaft der Combine zu befreien und ihre Pläne zu durchkreuzen.

#### Lost Coast
Half-Life 2: Lost Coast ist eine eigenständige und kostenlos veröffentlichte Erweiterung von Half-Life 2, die zu Demonstrationszwecken für eine unter anderem mit HDR-Beleuchtungstechnologie verbesserte Grafik entwickelt wurde. Das aus nicht verwendetem Material des Hauptteils entstandene Spiel erschien am 27. Oktober 2005 und enthält eine einzelne Mission auf einem Küstenabschnitt von rund 20 Minuten Spielzeit.

#### Episode One
Episode One wurde am 1. Juni 2006 für Windows, später auch für Xbox 360, PlayStation 3, macOS und Linux veröffentlicht. Die Handlung setzt direkt nach den Ereignissen von Half-Life 2 ein und der Spieler schlüpft erneut in die Rolle von Gordon Freeman. Zusammen mit Alyx Vance muss er aus City 17 entkommen, die durch die Vernichtung des Citadels destabilisiert wurde, während sie den Rückzug der Combine-Truppen aufhalten und die Flucht der Einwohner unterstützen, um eine noch größere Katastrophe zu verhindern.

#### Episode Two
Episode Two erschien am 10. Oktober 2007 für Windows, es folgten Portierungen für Xbox 360, PlayStation 3, macOS und Linux. Half-Life 2: Episode Two setzt die Erzählung nach den Ereignissen von Episode One fort. Der Spieler als Gordon Freeman setzt zusammen mit Alyx Vance und anderen Überlebenden des Widerstands den Kampf gegen die Combine fort. Ziel ihrer Mission ist es, eine geheimnisvolle Datenkapsel zum Widerstandshauptquartier zu bringen. Die Handlung kulminiert in einem dramatischen Showdown, der tragische Konsequenzen für die Charaktere und die weitere Entwicklung der Geschichte mit sich bringt.

### Half-Life: Alyx
Der Virtual-Reality-Titel Half-Life: Alyx erschien 2020 für Windows und setzt zum Spielen entsprechend leistungsstarke Hardware sowie ein VR-Headset voraus. In dem Prequel zu Half-Life 2 übernimmt der Spieler die Rolle von Alyx Vance, einer Widerstandskämpferin in einer von der Combine beherrschten Stadt. Mit Einsatz von VR-Technologie navigiert der Spieler sie durch feindliche Gebiete, löst Rätsel und kämpft gegen außerirdische Feinde, während sie nach einer mächtigen Superwaffe sucht. Alyx’ Mission ist es, den Widerstand zu stärken und gleichzeitig das Geheimnis um das Schicksal ihres Vaters, Eli Vance, zu enthüllen.

## Wiederkehrende Elemente der Handlung

### Figuren

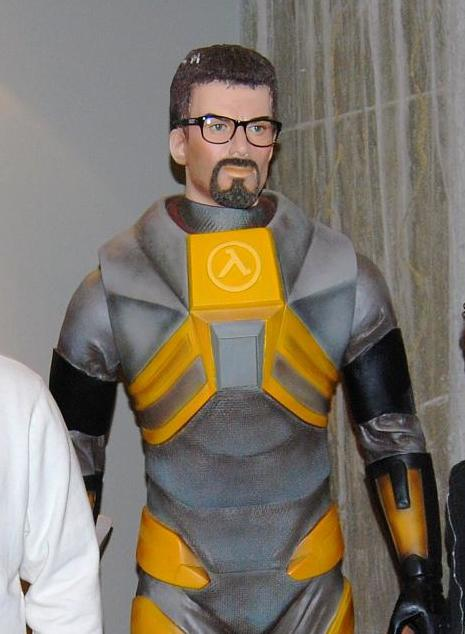
Figur von Gordon Freeman, Protagonist der ersten beiden Half-Life-Spiele

- Gordon Freeman ist der stille Protagonist der Serie und Spielercharakter im ersten Half-Life sowie in Half-Life 2 samt Addons. Freeman ist theoretischer Physiker und hat am Massachusetts Institute of Technology auf diesem Gebiet promoviert. Zur Zeit des ersten Half-Life arbeitet er in der Black Mesa Research Facility, einer Einrichtung in New Mexico, die nukleare und subatomare Forschung betreibt.[3]
- Alyx Vance ist die Deuteragonistin von Half-Life 2 und dessen Episoden und wird in Alyx zur namensgebenden Protagonistin und gespielten Figur. Zur Handlungszeit des Letzteren ist die Tochter des ehemaligen Black-Mesa-Forschers Eli Vance 19 Jahre, im zweiten Teil 24 Jahre alt und führendes Mitglied des Widerstands gegen die Combine.[4]
- Der G-Man ist ein mysteriöser und scheinbar allmächtiger Charakter. Er tritt als eine geheimnisvolle Figur auf, die Gordon Freeman und die anderen Charaktere während ihrer Reisen beobachtet und sich als Anbieter von undurchsichtigen Angeboten erweist, die die Ereignisse in der Spielwelt beeinflussen. Seine wahre Natur und Absichten bleiben größtenteils im Verlauf der Handlung unklar und tragen zum Geheimnis um seine Rolle bei.[5]
- Die Combine ist eine außerirdische Rasse, die die Erde erobert hat und die Menschheit unterdrückt. Sie sind technologisch fortschrittlich und verfügen über eine mächtige Armee, die dazu dient, die menschliche Bevölkerung zu kontrollieren und zu versklaven. Die Combine sind die Hauptgegner in Half-Life 2 und seinen Episoden, und der Spieler kämpft als Gordon Freeman gegen ihre Herrschaft, um die Menschheit zu befreien.[6]

### Orte
- Das Unternehmen Black Mesa ist der Arbeitgeber Freemans und Betreiber der Black Mesa Research Facility, einer geheimen Forschungseinrichtung in New Mexico, in der nukleare und subatomare Forschung betrieben wird. Es ist der Ort, an dem das experimentelle Analysegerät für exotische Materie, genannt "Anti-Massenspektrometer", während des ersten Spiels fehlschlägt und eine interdimensionale Katastrophe (Resonanzkaskade) auslöst, die zu einer Alien-Invasion führt („Black-Mesa-Vorfall“). Die Einrichtung dient als zentraler Schauplatz für die Handlung und ist auch in den späteren Teilen der Serie von Bedeutung.[7][8]
- City 17 ist eine dystopische Stadt, die von der Combine beherrscht wird. Es ist der Hauptort der Handlungen in Half-Life 2 und seinen Episoden und dient als Symbol für die Unterdrückung der menschlichen Bevölkerung durch die außerirdische Rasse der Combine. Die Stadt ist geprägt von strengen Sicherheitskontrollen, Propaganda und Unterdrückung, während der Widerstand versucht, gegen die außerirdische Besatzung anzukämpfen.[9]
- Xen ist eine außerirdische Dimension, die durch ein fehlgeschlagenes Experiment in der Black Mesa Research Facility mit der Erde verbunden wurde. Es ist eine bizarre und gefährliche Welt, die von exotischen Kreaturen und surrealen Landschaften geprägt ist. Der Spieler besucht Xen in den ersten und letzten Abschnitten von Half-Life und hat dort entscheidende Begegnungen mit außerirdischen Entitäten.[10]

## Rezeption
| Spiel                     | Metacritic             | Verkaufte Einheiten |
| ------------------------- | ---------------------- | ------------------- |
| Half-Life                 | PC: 96/100 PS2: 87/100 | 9,3 Mio.            |
| Half-Life: Opposing Force | –                      | 1,1 Mio.            |
| Half-Life: Blue Shift     | 71/100                 | 0,8 Mio.            |
| Half-Life 2               | 96/100                 | 12 Mio.             |
| Half-Life 2: Episode One  | 87/100                 | 4,4 Mio.            |
| Half-Life 2: Episode Two  | 90/100                 | 3 Mio.              |
| Half-Life: Alyx           | 93/100                 |                     |

Die Computerspielreihe Half-Life wird allgemein als eine der einflussreichsten und innovativsten in der Videospielgeschichte angesehen. Die erste Veröffentlichung im Jahr 1998 wurde von Kritikern und Spielern gleichermaßen begeistert aufgenommen, insbesondere aufgrund einer fesselnden Handlung, immersiven Atmosphäre und der technischen Innovationen. Half-Life 2, das 2004 veröffentlicht wurde, setzte den hohen Standard fort und erhielt ebenfalls begeisterte Kritiken für seine beeindruckende Grafik, die Einführung neuer Physik- und Gameplay-Elemente sowie die Weiterentwicklung der Handlung und Charaktere. Die Episode-Erweiterungen wurden ebenfalls positiv aufgenommen und boten eine Fortsetzung der Geschichte, die zu spannenden Ereignissen und einem emotionalen Höhepunkt führte. Auch VR-Ableger Alyx erhielt durchweg Lob für seine neuartige und vollumfängliche Nutzung von Virtual Reality und wird als ein Meilenstein in der VR-Spielelandschaft betrachtet.
Trotz des Lobes erhielt die Serie auch einige Kritikpunkte, insbesondere in Bezug auf längere Wartezeiten zwischen den Veröffentlichungen neuer Titel und dem Mangel an einer vollständigen Fortsetzung der Hauptgeschichte. Fans hatten hohe Erwartungen an eine mögliche Fortsetzung. Kontemporäre Kritik des ersten Teils abseits von Computerspielern und Spielepresse im deutschsprachigen Raum erfolgte zudem in Bezug auf die „Killerspieldebatte“ durch die für damalige Standards realistische Darstellung und Ausübung von Gewalt durch die Spielfigur in Half-Life und seinen diversen Modifikationen.
Destructoid platzierte Half-Life 2 in einer Aufstellung der „zehn besten Spiele von Valve“ 2023 auf dem ersten Platz. Das Spiel habe insgesamt die beste Grafik seiner Zeit geboten sowie erstmals Physik-Rätsel fest in das Gameplay integriert, was andere Videospiele bis heute maßgeblich beeinflusse, wie beispielsweise The Legend of Zelda: Tears of the Kingdom. Die Einzelspielererfahrung von Half-Life 2 gehöre zu den fesselndsten aller Computerspiele. In der Aufstellung landete der erste Serieneintrag von 1998 auf Platz 3, während Alyx den neunten erreichte. Rock Paper Shotgun dagegen hielt die ersten beiden Teile in einem Vergleich für sehr verschieden, den ersten dabei aber für den Überzeugenderen. Gerade indem Half-Life 2 versuche ernsthafter und ausgereifter zu sein und dem Spieler mehr Freiheiten einzuräumen, büße er einen Teil des Charms ein, den das Original ausmachte. Durch das offenere Leveldesign im zweiten Teil würden dessen technischen Einschränkungen erst wahrnehmbar und ein lineareres Spielgefühl erzeugen, als die engen unterirdischen Gänge aus Half-Life.